# Вељко Рамадановић
Вељко Рамадановић (Корбово, 27. септембар 1874 − Београд, 21. јул 1943) био је српски специјални педагог и социјални радник на пољу заштите: слепе, глуве, слабомислене, телесно инвалидне, васпитно запуштене деце као и деце са говорним манама.

## Биографија
Вељко Рамадановић је рођен 27. септембра 1874. у Корбову код Кладова. Отац Љубомир је био учитељ а мајка Катарина била је из познате Београдске трговачке куће Михајловић. Основну школу и нижу гимназију учио је у Крагујевцу а наставио у Београду. Дана 7. маја 1891. као један од вођа радикалске омладине учествује у демонстрацијама против протеривања краљице Наталије из Србије. Приликом демонстрација бива рањен од стране полиције у леву шаку. По савету свог послодавца књижара Валожића одлази у Праг на школовање за графичара, али Вељко у Прагу завршава учитељску школу и специјализује се за наставу са слепом и глувом децом.
По завршетку школовања вратио се у Србију марта 1896. године. На Спасовдан 15. маја 1896. године отворио је први српски завод за глувонему деци у Пожаревцу. Исте године извршио је адаптацију Брајеве азбуке за српски језик у намери да ће отворити школу за слепе. Школу за слепе није успео да отвори али школа за глувонеме у Пожаревцу због недостатка финансија и лоших материјалних прилика у којима је био Рамадановић морала је да се затвори 1898. По затварању школе Рамадановић ради до 15. септембра 1900. као наставник занатске наставе и шеф радионица при школи дома сиротне и напуштене деце у Београду. Након тога до 15. априла 1902. ради као административни чиновник - писар у управи града Београда. Од 15. априла до 1. септембра исте године био је писар друге класе Ваљевског округа. Од 1. септембра 1902. до 16. јануара 1903. радио је као чиновник у Крагујевачком округу. Дана 16. јануара 1903. је отпуштен из службе због политичких разлога. Дана 20. априла 1903. постављен је за чиновника писара у управи београдске полиције и на том положају остаје до 15. априла 1904. када постаје комесар Топчидерске станице полиције. Септембра 1905. постаје комесар Савске полиције. Априла 1906. Рамадановић је начелник Голубачког среза. Марта 1907. постаје начелник Рамског среза. Септембра 1907. поново је начелник Голубачког среза. Септембра 1908. постаје комесар полиције у Сењском руднику. Фебруара 1910. постаје начелник Пчинског среза а септембра 1911. постаје начелник Косаничког среза. Као начелник та два среза дао је велики допринос припремама народа за Први Балкански рат. Његови обавештајни подаци са границе много су помогли српском генералштабу у припреми Први Балканског рата. Маја 1912. постаје главни контролор мера у министарству народне привреде. Октобра 1912. постаје секретар Новопазарског округа којег је са својом јединицом у Првом Балканском рату ослободио. Фебруара 1913. године постаје секретар Призренског округа. Јуна 1913. постаје члан управе града Скопља. Дао је велики допринос организовању управне и административне власти у новоослобођеним крајевима старе Србије и Македоније. Децембра 1913. године из политичких разлога је пензионисан.

### Први светски рат
По избијању Првог светског рата 1914. Рамадановић је регрутован у оперативне трупе Ужичке војске као извиђач и обавештајац. Године 1915. прелази преко Албаније са српском војском, а 1916. ради на Крфу као учитељ са рањеницима. Због сумњи да је симпатизер или припадник организације Црна рука Рамадановић је интерниран у Бизерту. У притвору је био од 4. децембра 1916. до 12. децембра 1917. године. Пуштен је као невин. Дана 13. децембра 1917. основао је прву српску школу првобитно за ослепеле и оглувеле српске ратнике у Бизерти. Године 1918. српска Влада озваничила је његову Брајеву азбуку за српски језик а Рамадановић издаје први српски буквар за слепе „Моје прво радовање“ који је одобрила српска Влада.

### Између два светска рата
По ослобођењу 1919. Рамадановић и школа се селе у Земун на место где се школа и данас налази у улици Цара Душана 143. Од 1919. до 1941. Рамадановић ће бити управник дома и школе слепих у Земуну као и инспектор за све специјалне школе, министарства социјалне политике Краљевине Југославије. Оснива 1920. школу за слепе на брајевом писму и стручну школу за четкаре, обућаре, корпаре, клавирштимере, дактилографе, а 1921. оснива музичку школу за слепе. Године 1923. оснива гимназију за слепе и први часопис на брајевом писму Брајева ризница за слепе а оснива колонију слепих земљорадника Ветерник код Новог Сада.
Рамадановић 1924. путује у Италију, Аустрију, Швајцарску, Француску, Немачку, Белгију, Чешку и Мађарску да би упознао школе и заводе за инвалидну децу. Отуда је донео савремена помагала за слепе и остале инвалиде. Исте године оснива Друштво за заштиту слепих девојака. Године 1925. оснива дом за слепе девојке у Инђији под именом Моја воља. Исте године постаје потпредседник друштва за бригу о глувој деци краљ Дечански. Годину дана касније шаље прве слепе питомце на течај за физиотерапеуте - масере. Године 1928. оснива школу за глувонему децу у Јагодини, телесно инвалидну децу у Суботици и дом за одрасле инвалиде у Сурдулици. А исте године покреће први дефектолошки часопис у Југославији Глас недужних и едицију књига о образовању инвалидне деце под називом Педагошка библиотека. У Земуну 1929. оснива одељења за ментално неразвијену децу прву у Србији од којих ће касније настати потпуна школа Сава Јовановић - Сирогојно исте године је и покушао да оснује и одељења за слабовиду децу.
Године 1931. учествује на првом светском конгресу за заштиту слепих одржаном у Њујорку. Ту се упознао са слепом-глувом књижевницом Хелен Келер коју је довео у Југославију где је одржала књижевно предавање на београдском универзитету и обишла нашу школу. У Њујорку се срео и са славним Михаилом Пупином који је том приликом дао 5000 долара за школу у Земуну. Основао је 1932. удружење специјалних педагога Краљевине Југославије, а 1935. прву логопедску амбуланту у Србији и одељење за наглуву децу при земунском дому слепих. За Школу за дефектне у говору је речено да је прва на Балкану и четврта у Европи. Године 1936. оснива свесловенско удружење дефектолога, а 1937. удружење слепих интелектуалаца и привредника Краљевине Југославије. Године 1938. отворио је дом и пансион за доживотни смештај слепих у Земуну са 400 места. То је био највећи дом такве врсте на Балкану.

### Други светски рат
Године 1940. Рамадановић оснива друштво за помоћ словенским емигрантима тј. за помоћ избеглицама из Чешке и Пољске које су у Другом светском рату окупиране од нацистичке Немачке. После априлског слома Југославије Земун је припао НДХ, а српска деца из школе и наставници и управник Вељко Рамадановић протерани су у Београд. Исте године у јуну Рамадановић оснива избеглички дом слепих ученика са школом при школи за глуве краљ Дечански у улици Краља Милутина бр. 79. новембра 1941. Рамадановића хапси Гестапо и специјална полиција као интелектуалца антифашисту. Вељко је био заточен у бањичком логору где је мучен и саслушаван провео два месеца. Пуштен је на интервенцију пријатеља као тешко болестан. Душевно и телесно сломљен умро је 21. јула 1943.
Имао је супругу Катарину и усвојеницу Десану Летицу - Мијушковић.

## Ордени
За социјално-хумани рад и војне заслуге носилац је више одликовања: 
- Орден Светог Саве 5, 4, 3 и 2 степена,
- Белог орла 5 и 4 степена,
- Орден Југословенске круне 4 и 3 степена,
- Орденом албанске споменице,
- чешким орденом белог лава 4 и 3 степена и
- пољским орденом Полонија-Реститута 4 степена.

## Дела
Написао је и објавио следеће књиге: 
- О васпитању и учењу глувонеме деце, 1898. године у Пожаревцу
- О слепима и њиховој настави, објављена 1918. у Бизерти
- Говорне мане и њихово уклањање заједно са Миодрагом Матићем објављене 1928. у Земуну
- Хелен Келер мој сусрет и разговор са њом, Земун 1931.
- Слепа и глува Лаура Бриџман, Земун 1932.
- Из историје живота Др Хелен Келер, Земун 1932.
- Живот слепих у дому слепих, Земун 1933.
- Радио еар апарати Земун 1932.
- написао је и већину поглавља у Споменици дома слепих Краља Александра од 1917. до 1937. у Земуну
- уредио Антон Скала Земун 1937.
- објавио је и један превод са чешког Психогностички методи у давању савета, Земун 1930.
- Из живота краљевског дома Карађорђевића, Земун 1931.
- написао је и повећи број чланака у страним и домаћим педагошким часописима